# Eberechi Eze
Eberechi ”Ebere” Oluchi Eze, född 29 juni 1998 i Greenwich, London, är en engelsk fotbollsspelare som spelar för Crystal Palace i Premier League.
Han är kusin med den amerikanska komikern Ego Nwodim.

## Klubbkarriär
Eze började sin fotbollskarriär på ungdomsnivå för Arsenal FC. Vid 13 års ålder blev han dock släppt av klubben. Efter två kortare stopp till både Fulham och Reading, landade han till slut hos Londonklubben, Millwall. Efter två år i klubben fick han inget erbjudande om proffskontrakt, och lämnade därmed år 2016. Eze valde då att skriva på för Queen Park Rangers den 3 augusti 2016. Den 7 januari 2017 gjorde Eze sin debut för QPR när laget mötte Blackburn Rovers i FA-cupen. Matchen slutade med en 2–1-förlust för QPR.
Den 30 augusti 2017 skrev Eze på ett låneavtal för Wycombe Wanderers. Han spelade 20 matcher och gjorde 6 mål för klubben i League Two.
Den 28 augusti 2020 värvades Eze av Crystal Palace, där han skrev på ett femårskontrakt.